# Siena (Farbe)
Terra di Siena (italienisch „Erde aus Siena“), italienischer Ocker ist ein gelbes bis rotbraunes Pigment, benannt nach der Erde rund um die Stadt Siena in der Toskana (Italien).

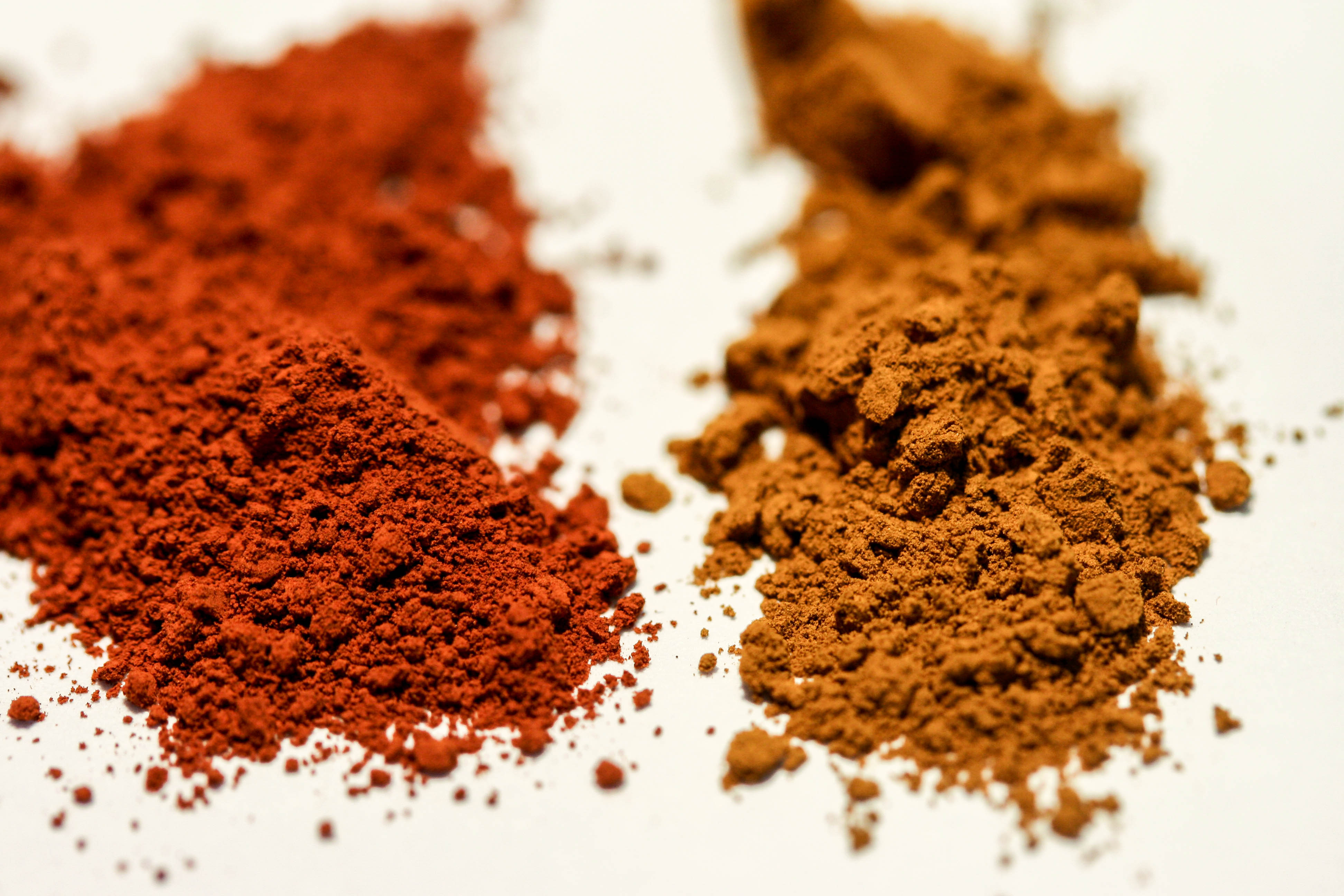
Links gebrannte Siena, rechts natürliche

Die Erdfarbe hat eine typische gelb-bräunliche Farbe, Siena natur.
Durch Erhitzen wird das Kristallwasser aus dem Pigment entfernt und es erhält eine rot-braune Farbe, die als gebrannte Siena bezeichnet wird.
Als Farbe bezeichnet Siena aber nur minder farbsatte Rotgelbtöne: Gelbbrauns werden Ocker, grünliche Brauns Umbra genannt, stärker rotbraune Töne Eisenoxidrot.

## Beschaffenheit
Die Sienaerde entspricht im Wesentlichen dem Ocker, färbender Bestandteil ist das enthaltene Limonit. Sie wird jedoch von den Ockern durch den Gehalt an kolloidaler Kieselsäure unterschieden.

## Verwendung
Verwendet werden können die Pigmente in allen Bindemitteln. Die echte Terra di Siena zeichnet sich aber durch ihre besondere Transparenz und Lasurfähigkeit aus, was sie im Aquarell, insbesondere aber als bestes Lasurocker der Wandmalerei auszeichnet.

## Gewinnung

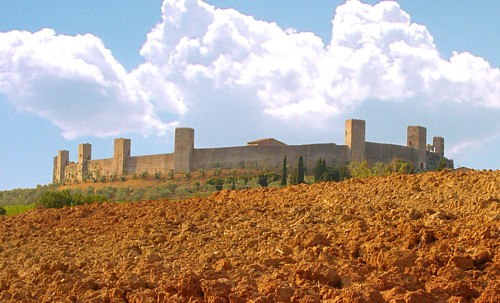
Monteriggioni bei Siena

Die Gewinnung der Erde dauerte in der Gegend von Siena bis in die 1940er Jahre. Heute werden die Siena-Erden in anderen Gebieten Italiens (am Monte Amiata, Sardinien, Sizilien), Korsika und in Nordamerika (Appalachen) abgebaut, weil die Lagerstätten in Siena selbst erschöpft sind. Daneben gelingt auch die synthetische Herstellung.

## Geschichte
Siena war neben anderen Erdfarben das früheste Farbpigment, das Menschen nutzten. Es lässt sich schon in steinzeitlichen Höhlenmalereien nachweisen, was auch seine Haltbarkeit dokumentiert. Häufig anzutreffen ist es in den ausgegrabenen römischen Städten rund um den Vesuv (Pompeji, Herkulaneum).